# Будо-Вороб'ївська сільська рада (Малинський район)
Будо-Вороб'ївська сільська рада — колишня адміністративно-територіальна одиниця та орган місцевого самоврядування у Базарському і Малинському районах Коростенської, Волинської округ, Київської й Житомирської областей УРСР та України з адміністративним центром у селі Будо-Вороб'ї.

## Населені пункти
Сільській раді були підпорядковані населені пункти:
- с. Будо-Вороб'ї
- с. Клітня
- с. Привітне

## Населення
Кількість населення ради, станом на 1923 рік, становила 1 608 осіб, кількість дворів — 379.
Кількість населення сільської ради, станом на 1924 рік, становила 1 511 осіб.
Відповідно до результатів перепису населення 1989 року, кількість населення ради, станом на 12 січня 1989 року, складала 539 осіб.
Станом на 5 грудня 2001 року, відповідно до перепису населення України, кількість мешканців сільської ради складала 420 осіб.

## Склад ради
Рада складалася з 12 депутатів та голови.

### Керівний склад попередніх скликань
| ПІБ                               | Основні відомості                                                               | Дата обрання | Дата звільнення |
| --------------------------------- | ------------------------------------------------------------------------------- | ------------ | --------------- |
| Навроцький Анатолій Броніславович | Сільський голова, 1960 року народження, освіта середня спеціальна, безпартійний | 26.03.2006   | 31.10.2010      |
| Навроцький Анатолій Броніславович | Сільський голова, 1960 року народження, освіта середня спеціальна, безпартійний | 31.10.2010   |                 |

Примітка: таблиця складена за даними джерела

## Історія
Утворена в 1923 році в складі сіл Буда-Вороб'ївська та Клітня Нововороб'ївської волості Овруцького повіту Волинської губернії. У 1941 році с. Клітня відійшло до складу новоствореної Клітнянської сільської ради Малинського району Житомирської області.
Відповідно до інформації довідника «Українська РСР. Адміністративно-територіальний поділ», станом на 1 вересня 1946 року сільрада входила до складу Малинського району Житомирської області, на обліку в раді перебувало с. Буда-Вороб'ї.
11 серпня 1954 року до складу ради включено села Клітня та Іванівка ліквідованої Клітнянської сільської ради.
Станом на 1 січня 1972 року сільська рада входила до складу Малинського району Житомирської області, на обліку в раді перебували села Будо-Вороб'ї, Клітня та Привітне.
10 травня 1972 року до складу ради увійшли села Крупське, Першотравневе та Старі Вороб'ї Нововороб'ївської сільської ради Малинського району. 21 серпня 1989 року села Крупське, Першотравневе та Старі Вороб'ї відійшли до складу відновленої Старовороб'ївської сільської ради Малинського району.
Виключена з облікових даних 17 липня 2020 року. Територію та населені пункти ради, відповідно до розпорядження Кабінету Міністрів України № 711-р від 12 червня 2020 року «Про визначення адміністративних центрів та затвердження територій територіальних громад Житомирської області», включено до складу Малинської міської територіальної громади Коростенського району Житомирської області.
Входила до складу Базарського (7.03.1923 р.) та Малинського (2.03.1927 р.) районів.